# Луїза (Вірджинія)
Луїза (англ. Louisa) — місто (англ. town) в США, в окрузі Луїза штату Вірджинія. Населення — 1987 осіб (2020).

## Географія
Луїза розташована за координатами 38°1′1″ пн. ш. 77°59′57″ зх. д. / 38.01694° пн. ш. 77.99917° зх. д. (38.016877, -77.999176).  За даними Бюро перепису населення США в 2010 році місто мало площу 4,77 км², з яких 4,73 км² — суходіл та 0,04 км² — водойми.

## Демографія
Згідно з переписом 2010 року, у місті мешкало 1555 осіб у 642 домогосподарствах у складі 343 родин. Густота населення становила 326 осіб/км².  Було 750 помешкань (157/км²).
Расовий склад населення:
| - 64,9 % — білих - 27,3 % — чорних або афроамериканців - 1,5 % — азіатів - 0,1 % — корінних американців - 3,0 % — осіб інших рас |

До двох чи більше рас належало 3,2 %. Частка іспаномовних становила 7,5 % від усіх жителів.
За віковим діапазоном населення розподілялося таким чином: 20,8 % — особи молодші 18 років, 57,5 % — особи у віці 18—64 років, 21,7 % — особи у віці 65 років та старші. Медіана віку мешканця становила 40,9 року. На 100 осіб жіночої статі у місті припадало 87,1 чоловіків;  на 100 жінок у віці від 18 років та старших — 83,3 чоловіків також старших 18 років.
Середній дохід на одне домашнє господарство  становив 56 280 доларів США (медіана — 40 833), а середній дохід на одну сім'ю — 70 770 доларів (медіана — 53 150). Медіана доходів становила 41 842 долари для чоловіків та 32 500 доларів для жінок. За межею бідності перебувало 15,1 % осіб, у тому числі 16,5 % дітей у віці до 18 років та 17,6 % осіб у віці 65 років та старших.
Цивільне працевлаштоване населення становило 864 особи. Основні галузі зайнятості: освіта, охорона здоров'я та соціальна допомога — 19,9 %, роздрібна торгівля — 14,5 %, будівництво — 11,7 %, фінанси, страхування та нерухомість — 9,5 %.